# Willy Zabasajja
Willy Zabasajja (* um 1957; † Dezember 2006) war ein ugandischer Schachspieler.
Er ist mit neun Einzeltiteln ugandischer Rekordmeister und vertrat sein Land auf acht Schacholympiaden (1980 bis 1992 und 1996). Seinen ersten internationalen Einsatz für Uganda hatte er 1976 im Alter von 19 Jahren bei der „Gegenolympiade“ 1976 in Tripolis. Seine mit 2320 höchste Elo-Zahl erreichte er im Januar 1992. Nach Angaben des ugandischen Schachverbandes war er der erste ostafrikanische FIDE-Meister; die FIDE-Datenbank wies ihn jedoch nicht als Titelinhaber aus. Er leistete einen wesentlichen Beitrag zur Popularisierung des Schachspiels in seinem Heimatland. Zabasajja starb an den Folgen eines Schlaganfalls. Im Februar 2008 richtete der ugandische Schachverband zu seinem Gedächtnis in Lugogo, einem Stadtteil von Kampala, eine nationale Schnellschach-Meisterschaft aus, die Moses Kawuma, Hassan Mulambe und Harold Wanyama punktgleich gewannen.